# Lollipop (Lied)
Lollipop ist ein international bekanntes, beliebtes und häufig gecovertes Lied, das 1958 von dem berühmten Gesangsquartett The Chordettes populär gemacht wurde. Lollipop ist berühmt für sein rhythmisches Klatschen und ein Plopp-Geräusch, das nach fast jedem Refrain ertönt.

## Hintergrund
Lollipop ist für SATB (vierstimmiges Acapella) ausgelegt und wird mit Piano, Bassgitarre und rhythmischem Händeklatschen begleitet. Das Lied ist eine Mischung aus den Musikrichtungen Doo Wop und A capella-Jazz.
Inspiration zum Song war vorgeblich ein privates Missgeschick, welches dem Songwriter Julius Dixson widerfahren war: Seine kleine Tochter hatte einen extrem klebrigen Lollipop geschenkt bekommen. Irgendwie blieb der Lutscher in ihren Haaren hängen, woraufhin Dixson und seine Frau einige Mühen hatten, den Lollipop wieder zu entfernen. Durch diesen Umstand erschien Dixon zu spät zu einem wichtigen Treffen mit der Songwriterin Beverly Ross. Als Dixson seiner Kollegin von dem Missgeschick erzählte, war diese amüsiert, und so schrieben beide den Liedertext zu Lollipop.

## Veröffentlichung und Erfolg
Der Text zu Lollipop stammte von Julius Dixson und Beverly Ross. Ursprünglich wurde es von dem Gesangsduo Ronald & Ruby privat aufgeführt, doch der Erfolg war recht gering. Als amerikanische Plattenfirmen herausfanden, dass Ronald Gumps (Frontsänger des Duos) schwarz und Beverly „Ruby“ Ross (Zweitstimme) weiß sind, weigerten sich die Firmen, das Lied öffentlich aufzuführen. Außerdem bemängelten sie, dass gewisse Anspielungen in einzelnen Textzeilen bezüglich des Wortes „Lollipop“ unzüchtig seien.
Am 10. März 1958 coverten The Chordettes das Lied und landeten sofort einen Hit. Lollipop war 12 Wochen lang auf Platz 3 in den US-Charts, 2 Wochen auf Platz 1 der kanadischen Charts und ebenso lange auf Platz 6 in den UK-Charts. Um das Lied jugendgerechter zu machen, wurden ein paar der ursprünglichen Zeilen inhaltlich wie sprachlich verniedlicht.